# شون رايت
شون رايت (بالإنجليزية: Shaun Wright)‏ هو سياسي بريطاني، ولد في 28 نوفمبر 1968. حزبياً، نشط في حزب العمال.